# VW Tiguan III

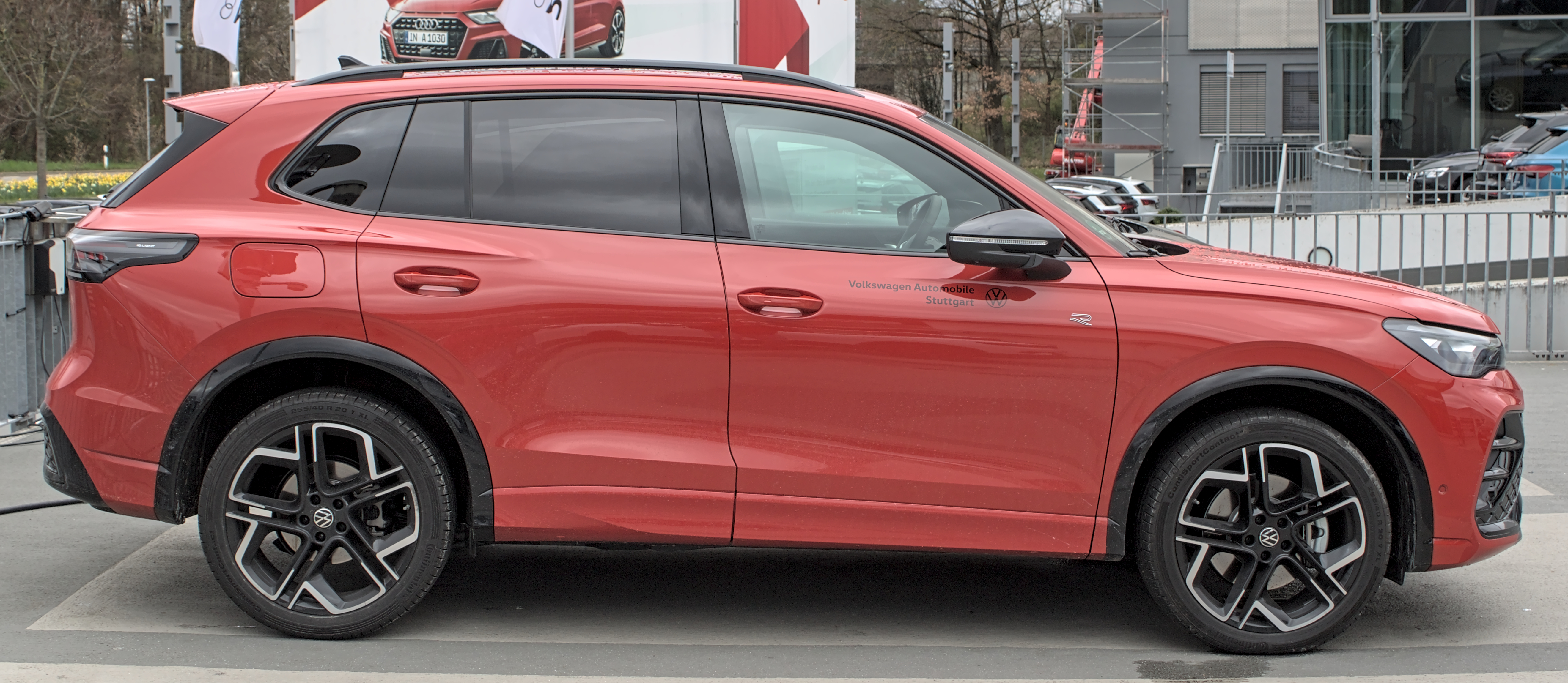
Seitenansicht

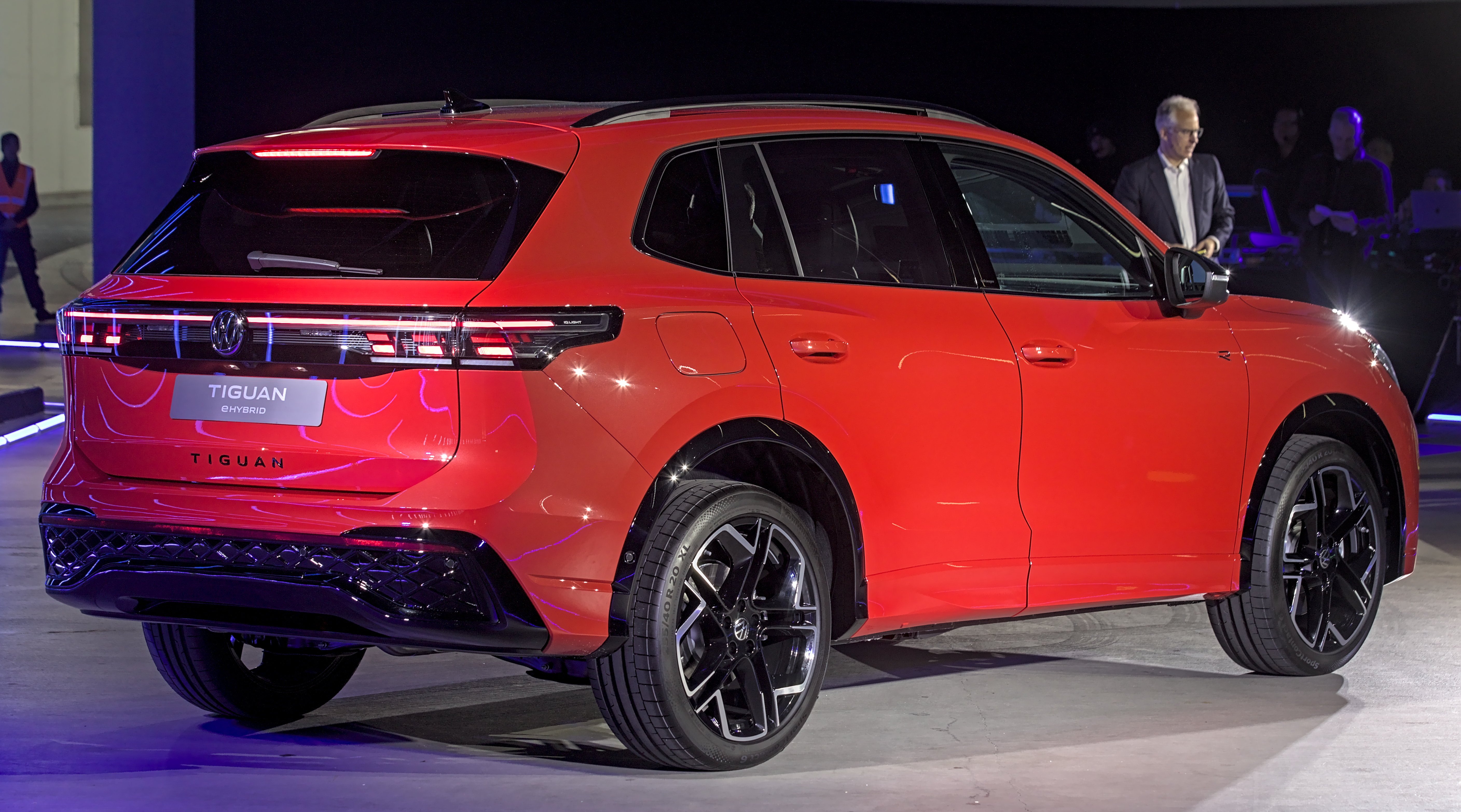
Heck mit durchgehendem Lichtband

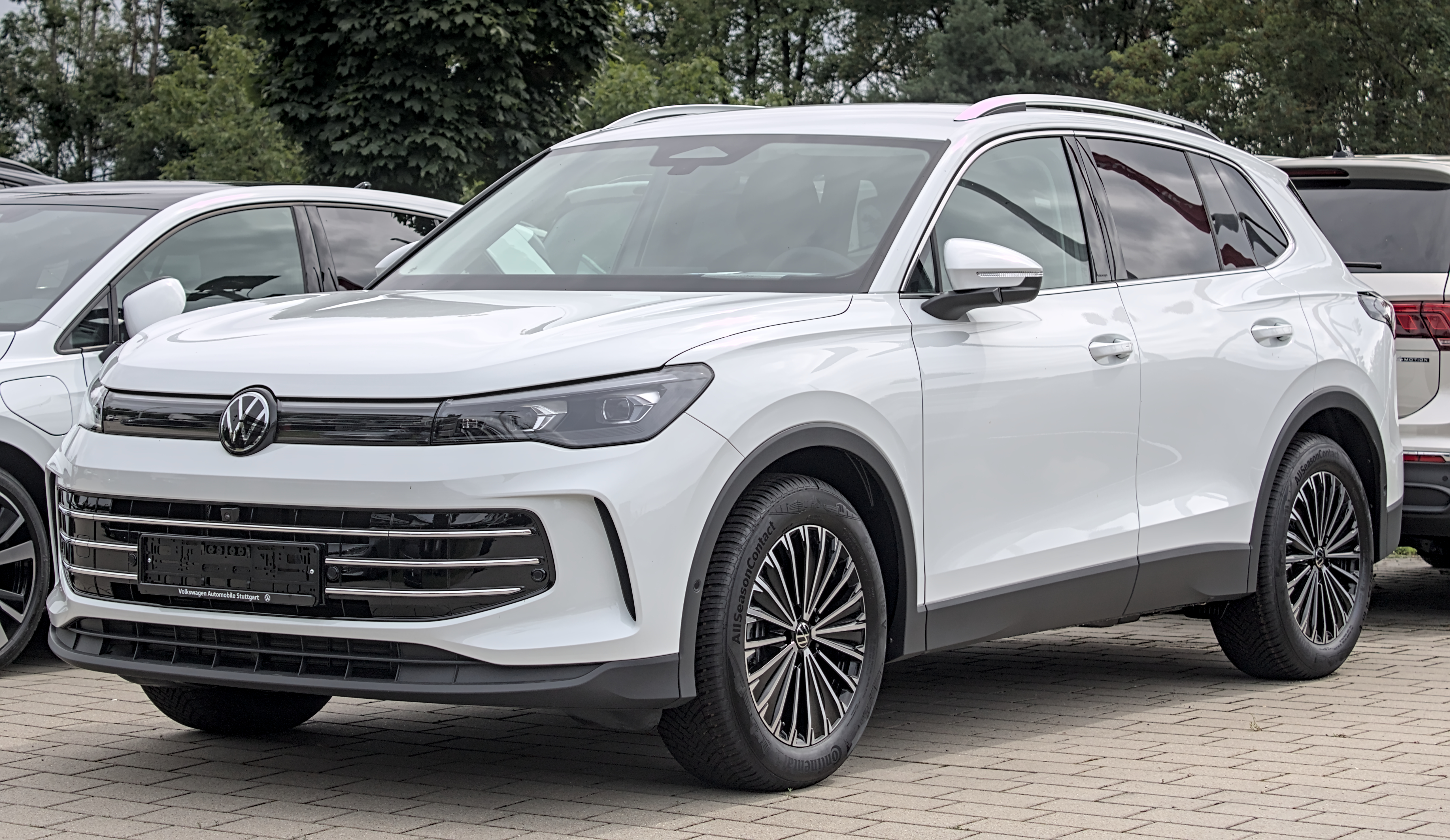
Volkswagen Tiguan Elegance (seit 2024)

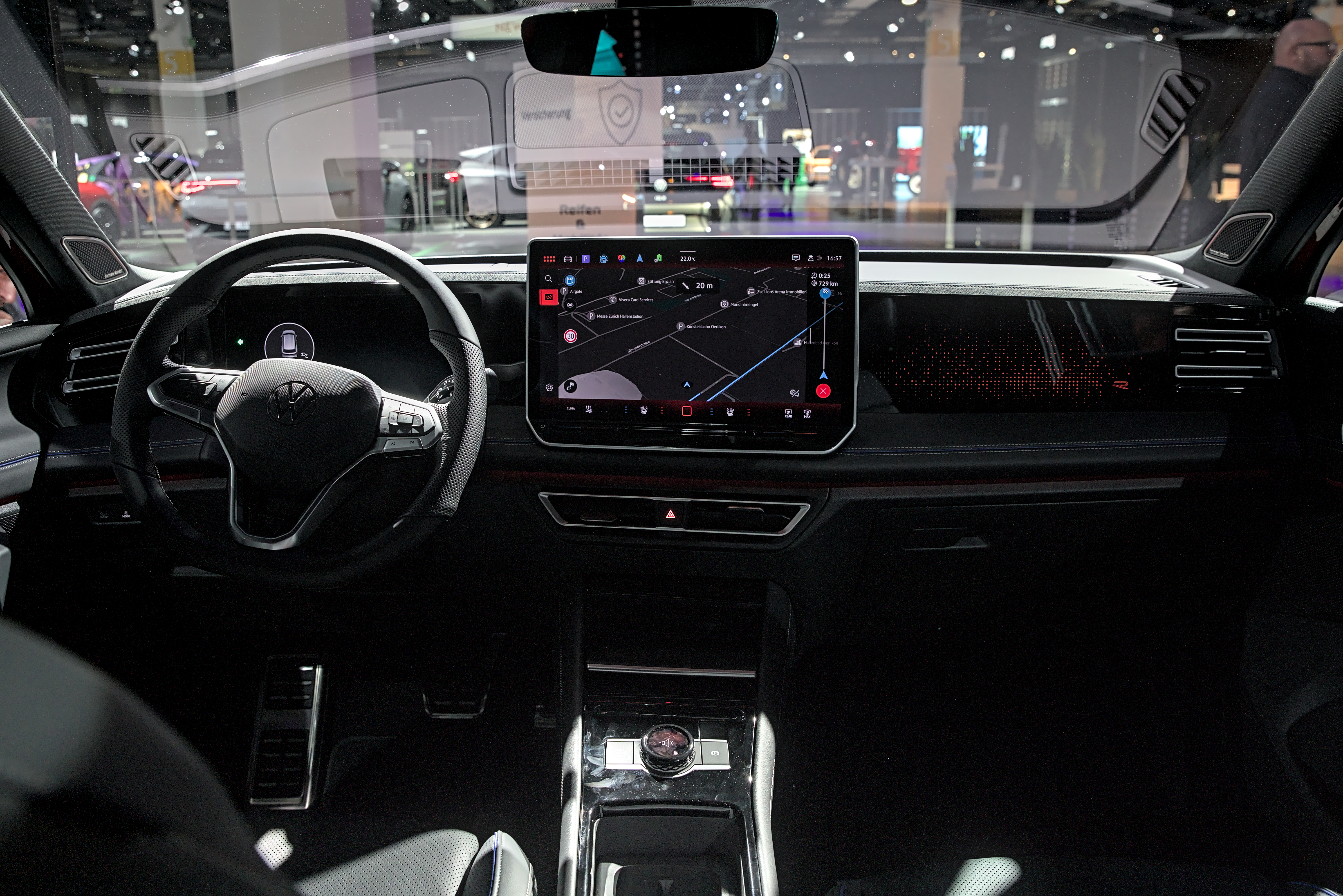
Innenraum

Der VW Tiguan III ist ein Fahrzeugmodell des deutschen Automobilherstellers Volkswagen im Marktsegment der Kompakt-SUV, das seit November 2023 als Nachfolger des Tiguan II verkauft wird. Die Auslieferungen erfolgen seit Februar 2024. Vorgestellt wurde das Fahrzeug im September 2023.
Der Terramar von Cupra nutzt die gleiche Technik wie der Tiguan III, ist aber rund sieben Zentimeter flacher. Der Tiguan Allspace erhielt mit dem Tayron ein eigenständigeres Nachfolgemodell. In Nordamerika basiert die dritte Generation des Tiguan auf dem chinesischen Tayron L. In der Volksrepublik gibt es außerdem den Tiguan L Pro.

## Technik
Die dritte Generation des Tiguan basiert wie der Vorgänger auf einer neuen Evolutionsstufe des Modularen Querbaukastens. Sie ist gegenüber dem Vorgänger um drei Zentimeter länger und misst 4,54 m. Breite und Radstand bleiben ähnlich. Der cw-Wert wurde auf 0,28 verbessert.
Angeboten wird das Kompakt-SUV in den vier Ausstattungsvarianten Tiguan, Life, Elegance und R-Line. Äußerlich lassen sich die Ausstattungen wie folgt auseinanderhalten: Beim Tiguan hat der vordere Stoßfänger keine Chromleisten, Dachreling und seitliche Fensterumrandung sind stets schwarz, beim Life hat der vordere Stoßfänger eine Chromleiste, die Dachreling ist serienmäßig schwarz und gegen Aufpreis silber. Bei Elegance hat der vordere Stoßfänger drei Chromleisten, die Dachreling ist silber und die seitlichen Fensterumrandungen haben Chromleisten. Der R-Line hat abweichende vordere Stoßfänger im sportlichen Design. Serienmäßig ist hier die Dachreling silber und die seitlichen Fensterumrandungen haben Chromleisten, gegen Aufpreis gibt es eine schwarze Dachreling und Zierleisten in Schwarz hochglänzend an den Seitenfenstern. Bereits das Basis-Modell Tiguan verfügt serienmäßig über automatisches Doppelkupplungsgetriebe, LED-Scheinwerfer und -Rückleuchten, digitale Instrumente, einen 12,9" großen Infotainment-Bildschirm, Einparkhilfe, Rückfahrkamera und eine Klimaautomatik. Sonderausstattungen wie Fahrassistent Travel Assist, Spurhalteassistent Lane Assist, Head-up-Display, Panoramadach oder Standheizung sind hingegen erst ab Ausstattungsvariante Life erhältlich.
Serienmäßig ist die Unilackierung uranograu, gegen Aufpreis gibt es die Unilackierung pure white, die Metalliclackierungen cipressino grün, delfingrau, nightshade blue, oyster silver, persimmon red, die Perleffektlackierung deep black und die Permutteffektlackierung oryxweiß.
Für den Tiguan III sind acht verschiedene Mild-Hybrid-, Plug-in-Hybrid-, Turbobenzin- und Turbodieselantriebe verfügbar. Zu Beginn bestellbar waren zwei 48-V-Mild-Hybridantriebe, die 96 kW (130 PS) und 110 kW (150 PS) leisten und über eine automatische Zylinderabschaltung verfügen, sowie ein Turbodiesel mit 110 kW (150 PS). Die weiteren Antriebsversionen starteten 2024.

## Sicherheit
Im Mai 2024 wurde der Tiguan vom Euro NCAP auf die Fahrzeugsicherheit getestet. Er erhielt fünf von fünf möglichen Sternen.

## Technische Daten

### Ottomotoren
|                                             | 1.5 eTSI ACT                                         | 1.5 eTSI ACT                                         | 2.0 TSI 4Motion                                      | 2.0 TSI 4Motion                                      |
| ------------------------------------------- | ---------------------------------------------------- | ---------------------------------------------------- | ---------------------------------------------------- | ---------------------------------------------------- |
| Bauzeitraum                                 | seit 11/2023                                         | seit 11/2023                                         | seit 10/2024                                         | seit 07/2024                                         |
| Motorbaureihe                               | VW EA 211 evo2                                       | VW EA 211 evo2                                       | VW EA888                                             | VW EA888                                             |
| Motortyp, Zylinder/Ventile                  | R4/16-Ottomotor, Turbolader, Direkteinspritzung, OPF | R4/16-Ottomotor, Turbolader, Direkteinspritzung, OPF | R4/16-Ottomotor, Turbolader, Direkteinspritzung, OPF | R4/16-Ottomotor, Turbolader, Direkteinspritzung, OPF |
| Hubraum                                     | 1498 cm³                                             | 1498 cm³                                             | 1984 cm³                                             | 1984 cm³                                             |
| max. Leistung bei min−1                     | 96 kW (130 PS) / 5500                                | 110 kW (150 PS) / 5500                               | 150 kW (204 PS) / 5000                               | 195 kW (265 PS) / 5000                               |
| max. Drehmoment bei min−1                   | 220 Nm/1500–3500                                     | 250 Nm/1500–3500                                     | 320 Nm/1500–4400                                     | 400 Nm/1650–4350                                     |
| Antriebsart                                 | Vorderradantrieb                                     | Vorderradantrieb                                     | Allradantrieb                                        | Allradantrieb                                        |
| Getriebe, serienmäßig                       | 7-Gang-DSG                                           | 7-Gang-DSG                                           | 7-Gang-DSG                                           | 7-Gang-DSG                                           |
| Leergewicht                                 | 1598 kg                                              | 1616 kg                                              | 1719 kg                                              | 1753 kg                                              |
| maximale Zuladung                           | 512 kg                                               | 504 kg                                               | 501 kg                                               | 467 kg                                               |
| Beschleunigung 0–100 km/h                   | 10,6 s                                               | 9,1 s                                                | 7,1 s                                                | 5,9 s                                                |
| Höchstgeschwindigkeit                       | 198 km/h                                             | 210 km/h                                             | 229 km/h                                             | 242 km/h                                             |
| Kraftstoffverbrauch auf 100 km (kombiniert) | 6,1–6,4 l Super                                      | 6,2–6,4 l Super                                      | 7,5–8,1 l Super                                      | 8,5–8,7 l Super                                      |
| CO2-Emission                                | 139–145 g/km                                         | 140–145 g/km                                         | 170–185 g/km                                         | 193–199 g/km                                         |
| Abgasnorm                                   | Euro 6e (EA)                                         | Euro 6e (EA)                                         | Euro 6e (EA)                                         | Euro 6e (EA)                                         |

### Plug-in-Hybride
|                                               | 1.5 eHybrid                                                           | 1.5 eHybrid                                                           |
| --------------------------------------------- | --------------------------------------------------------------------- | --------------------------------------------------------------------- |
| Bauzeitraum                                   | seit 02/2024                                                          | seit 02/2024                                                          |
| Motorbaureihe                                 | VW EA211 evo 2                                                        | VW EA211 evo 2                                                        |
| Motortyp, Zylinder/Ventile                    | R4/16-Ottomotor, Turbolader, Direkteinspritzung, OPF und Elektromotor | R4/16-Ottomotor, Turbolader, Direkteinspritzung, OPF und Elektromotor |
| Hubraum                                       | 1498 cm³                                                              | 1498 cm³                                                              |
| max. Leistung bei min−1 (Verbrennungsmotor)   | 110 kW (150 PS) / 5500                                                | 130 kW (177 PS) / 5500                                                |
| max. Leistung (Elektromotor)                  | 85 kW (115 PS)                                                        | 85 kW (115 PS)                                                        |
| max. Systemleistung                           | 150 kW (204 PS)                                                       | 200 kW (272 PS)                                                       |
| max. Drehmoment bei min−1 (Verbrennungsmotor) | 250 Nm/1500                                                           | 250 Nm/1500                                                           |
| max. Drehmoment (Elektromotor)                | 330 Nm                                                                | 330 Nm                                                                |
| max. Systemdrehmoment                         | 350 Nm                                                                | 400 Nm                                                                |
| Antriebsart                                   | Vorderradantrieb                                                      | Vorderradantrieb                                                      |
| Getriebe, serienmäßig                         | 6-Gang-DSG                                                            | 6-Gang-DSG                                                            |
| Leergewicht                                   | 1867 kg                                                               | 1890 kg                                                               |
| maximale Zuladung                             | 533 kg                                                                | 510 kg                                                                |
| Beschleunigung 0–100 km/h                     | 8,2 s                                                                 | 7,2 s                                                                 |
| Höchstgeschwindigkeit                         | 210 km/h                                                              | 215 km/h                                                              |
| Kraftstoffverbrauch auf 100 km (kombiniert)   | 0,4–0,5 l Super                                                       | 0,4 l Super                                                           |
| CO2-Emission                                  | 8–10 g/km                                                             | 9–10 g/km                                                             |
| Abgasnorm                                     | Euro 6e (EA)                                                          | Euro 6e (EA)                                                          |

### Dieselmotoren
|                                             | 2.0 TDI                                                           | 2.0 TDI 4Motion                                                   |
| ------------------------------------------- | ----------------------------------------------------------------- | ----------------------------------------------------------------- |
| Bauzeitraum                                 | seit 11/2023                                                      | seit 02/2024                                                      |
| Motorbaureihe                               | VW EA288 evo                                                      | VW EA288 evo                                                      |
| Motortyp, Zylinder/Ventile                  | R4/16-Dieselmotor, Turbolader, Common-Rail-Einspritzung, DPF, SCR | R4/16-Dieselmotor, Turbolader, Common-Rail-Einspritzung, DPF, SCR |
| Hubraum                                     | 1968 cm³                                                          | 1968 cm³                                                          |
| max. Leistung bei min−1                     | 110 kW (150 PS) / 3000                                            | 142 kW (193 PS) / 3400                                            |
| max. Drehmoment bei min−1                   | 360 Nm/1600–2750                                                  | 400 Nm/1750–3250                                                  |
| Antriebsart                                 | Vorderradantrieb                                                  | Allradantrieb                                                     |
| Getriebe, serienmäßig                       | 7-Gang-DSG                                                        | 7-Gang-DSG                                                        |
| Leergewicht                                 | 1677 kg                                                           | 1750 kg                                                           |
| maximale Zuladung                           | 503 kg                                                            | 490 kg                                                            |
| Beschleunigung 0–100 km/h                   | 9,4 s                                                             | 7,7 s                                                             |
| Höchstgeschwindigkeit                       | 207 km/h                                                          | 220 km/h                                                          |
| Kraftstoffverbrauch auf 100 km (kombiniert) | 5,3–5,5 l Diesel                                                  | 6,1–6,4 l Diesel                                                  |
| CO2-Emission                                | 139–145 g/km                                                      | 160–168 g/km                                                      |
| Abgasnorm                                   | Euro 6e (EA)                                                      | Euro 6e (EA)                                                      |